# Halopteris prominens
Halopteris prominens är en nässeldjursart som beskrevs av Vervoort och Watson 2003. Halopteris prominens ingår i släktet Halopteris och familjen Halopterididae. Inga underarter finns listade i Catalogue of Life.